# 皇産靈神社 (九十九里町)
皇産靈神社（こうさんれいじんじゃ）は、千葉県山武郡九十九里町片貝（上総国山辺郡）にある神社。旧社格は郷社。
天御中主神、高皇産霊神、神皇産霊神を主祭神とする。

## 概要
天慶年間（938年～946年）の創建で、住時は本隆寺を別当寺とし第六天神宮と称したが、明治の神仏分離令で天御中主神・高皇産靈神・神皇産靈神を祭神とし、社号を皇産靈神社と改め、大正2年（1913年）郷社に列した。
毎年旧正月13日は祭礼日で、昔の3村の各部落から氏子が太鼓などを載せた山車を先頭に囃子で囃しながら皇産靈神社へ向かい、幟を鳥居前に並列し、神官万歳を唱え福の種を撒く。寛政6年(1794年)小関村と片貝村の水争いから堰を作り、水を分け合うようになったことを祝い漫才が行われたという伝承があり、関万歳になったと伝えられている。また、獅子舞・かっこ舞の奉納もある。

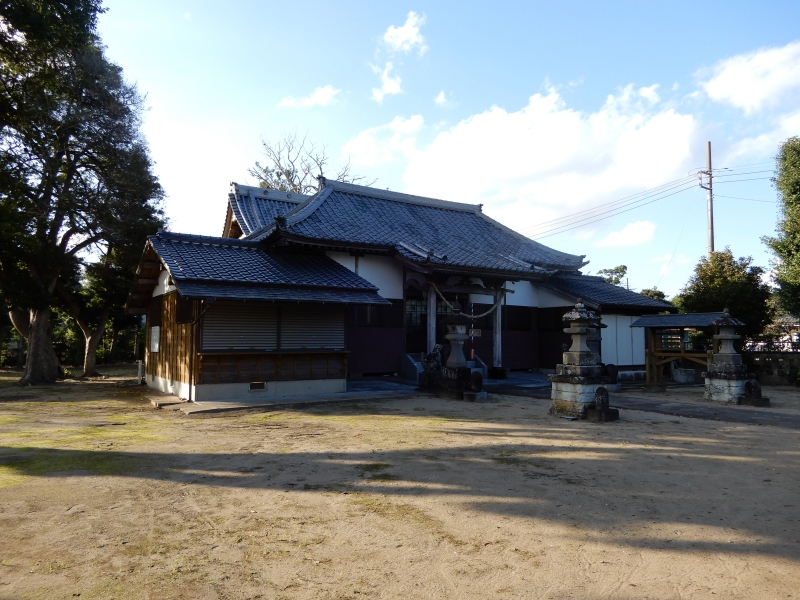
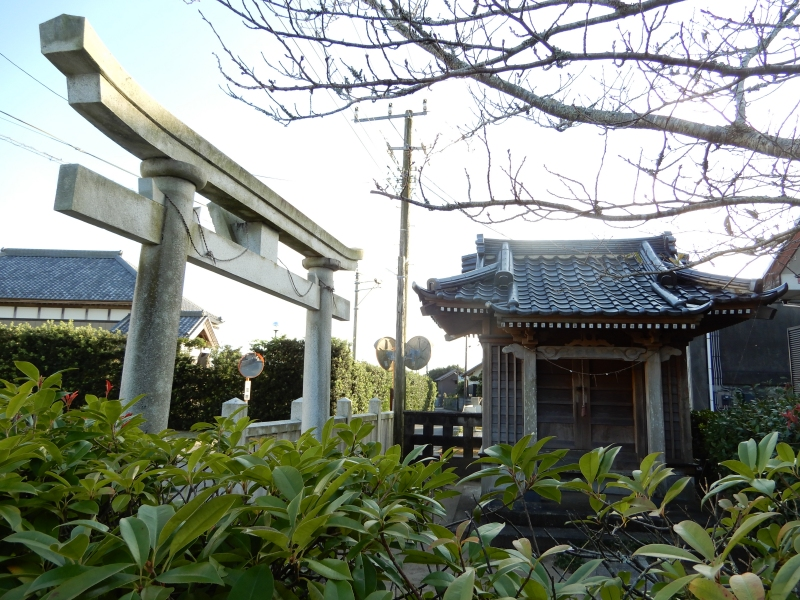
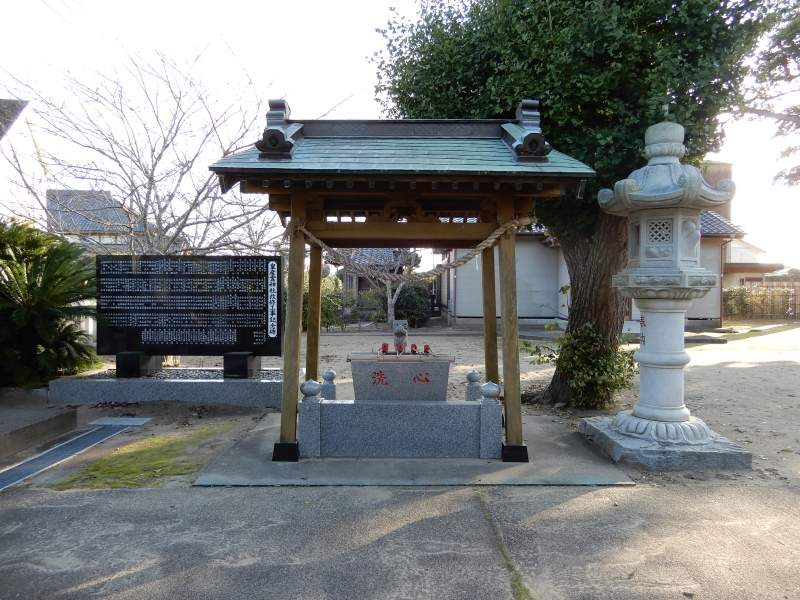

## アクセス
JR東金駅より　九十九里鉄道バス片貝線　西下車　徒歩4分